# CD52
CD52, или антиген CAMPATH-1, — гликопротеин, кодируемый геном человека CD52. CD52 находится на поверхности зрелых лимфоцитов, но отсутствует на стволовых клетках. Эспрессируется также на моноцитах и дендритных клетках. Кроме этого белок обнаружен в мужской половой системе и на поверхности зрелых клеток спермы.
CD52 является пептидом, состоящим из 12 аминокислот, связанным с гликозилфосфатидилинозитолом. В связи с высоким отрицательным зарядом предполагается, что основная функция CD52 анти-адгезивная, что позволяет экспрессирующим его клеткам свободно передвигаться.
CD52 взаимодействует с лектином SIGLEC10, несущим ингибирующий мотив ITIM и сиалиновую кислоту. 

## Клиническое значение
Ассоциирован с некоторыми типами лимфом.
Белок является мишенью алемтузумаба, моноклонального антитела, используемого при лечении хронического лимфолейкоза.
Исследование фазы III в лечении рецидивирующего ремиссионного рассеянного склероза показало снижение частоты рецидивов, но не статистически значимое снижение накопленной инвалидности при использовании в качестве терапии первой линии. Тем не менее, наблюдались пациенты, у которых рецидивы имели место, несмотря на лечение бета-интерфероном или глатирамером. Эти пациенты продемонстрировали снижение как частоты рецидивов, так и накопленной инвалидности. 20% пациентов, рандомизированных на интерферон бета 1а, имели «устойчивое накопление инвалидности» по сравнению с 13% в группе алемтузумаба